# Gustave Le Rouge
Gustave Henri Joseph Lerouge conocido como Gustave Le Rouge fue un escritor y periodista francés, nacido en Valognes el 22 de julio de 1867 y fallecido en París el 24 de febrero de 1938.

## Estilo
Gustave Le Rouge fue un autor muy polifacético, con numerosas obras sobre toda clase de temas –una novela de capa y espada, poemas, una antología comentada sobre Jean Brillat-Savarin, obras de teatro, guiones de películas policíacas, novelas de folletín, antologías, ensayos, críticas…y sobre todo novelas de aventuras populares con numerosos elementos fantásticos, de ciencia ficción y de viajes maravillosos.
Seguidor de Jules Verne y de Paul d´Ivoi en sus primeras obras (La Conspiration des Milliardaires, 1899-1900 ; La Princesse des Airs, 1902 ; Le sous-marin "Jules Verne", 1902), destacó sobre todo por sus obras sobre el ciclo marciano (Le prisonnier de la planète Mars, 1908 ; La guerre des vampires, 1909), donde mezcla ciencia ficción y vampirismo, y la novela en cinco volúmenes Le Mystérieux Docteur Cornélius (1911-1912), considerada como su obra maestra, una novela en la que el protagonista maléfico es el Doctor Cornelius Kramm “escultor de la carne humana”, inventor de la “carnoplastia”, una técnica que permite a una persona asumir la apariencia de otra. En esta obra Le Rouge sacrifica cualquier verosimilitud científica en beneficio de un estilo muy personal, caracterizado por una circulación permanente entre el plano del racionalismo y el del ocultismo, y por su frecuente recurso a la aventura y la intriga sentimental. Sus novelas de ciencia ficción evocan sobre todo a Maurice Leblanc, Gastón Leroux y sobre todo a Maurice Renard.
Entre los elementos de su obra destaca un antiamericanismo visceral, derivado sobre todo de su anticapitalismo (La Conspiration des Milliardaires, Todd Marvel, détective milliardaire), fruto de una sensibilidad política que oscila entre el anarquismo y el socialismo.
La prolífica imaginación de Gustave Le Rouge, sus sorprendentes descripciones y creaciones, su estilo en ocasiones delirante, lo convirtieron en un autor muy valorado por los surrealistas. Durante mucho tiempo su obra fue menospreciada, pero en los últimos tiempos ha sido revalorizado gracias sobre todo a la obra L'Homme foudroyé de Blaise Cendrars y a las reediciones de su obra en la década de 1970 a instancias de Francis Lacassin.

## Biografía
Gustave Le Rouge era hijo de un pequeño tratante de pintura, también llamado Gustave y de su esposa Sophie Rouxel. Paul, su hermano menor, se convirtió en abogado. Su familia pertenecía a la próspera burguesía francesa, y uno de los abuelos de Gustave había sido alcalde de Réville.
Fue a la escuela primaria comunal de Valognes, dirigida por los eudistas, antes de ir a estudiar al instituto de Cherburgo (1881). Obtuvo un bachillerato en filosofía en junio de 1886. Después de un período de servicio en la escuela naval francesa, estudió derecho en la universidad de Caen, licenciándose en septiembre de 1889. Paralelamente fue secretario de redacción en el semanario Le Matin Normand donde publicó pequeños relatos literarios como Les Abeilles Normandes.
Tras sus estudios académicos se instaló en París, donde vivió una existencia bohemia y artística, publicando artículos y poemas en pequeñas revistas (La Revue septentrionale donde en 1890 publicó sus primeros artículos con su nombre, L'Art social, La Revue rouge, Le Procope, La Revue d'un passant), firmando en ocasiones con el seudónimo de Procope o Chat Rouge, y trabajando en diversos empleos: empleado en una empresa ferroviaria, secretario del circo Priami, marionetista, cantante, actor, director del Théâtre d'étude (que nunca realizó actividades), secretario de redacción de la revista L'Épreuve (1895), y después, con su amigo Adolphe Gensse de La Revue d'un passant (de 1896 a 1903). Fue un período de estabilidad económica para el autor.
En marzo de 1890 se reencontró con el escritor Paul Verlaine, convirtiéndose en su amigo íntimo, en sus últimos años de vida.
« Lerouge ! Et vous ? Tout cœur et toute flamme vive,

« Qu'allez-vous faire en notre exil ainsi qu'il est,

« Vous, une si belle âme en un monde si laid ? »

Extracto de À Gustave Lerouge de Paul Verlaine, Broussais, diciembre de 1891.
En 1911, Le Rouge publicará con F. A. Cazals un homenaje titulado Les derniers jours de Paul Verlaine, con prólogo de Maurice Barrès.
En 1899 publica, sin duda por su propia cuenta, su primer libro, un volumen recopilatorio de poesía titulado Le Marchand de nuages, junto con una colaboración con Gustave Guitton para el ciclo de La Conspiration des milliardaires en el que el multimillonario William Boltyn utiliza los "Metal Men" de Thomas Edison y el poder de los médiums para intentar convertirse en el amo del mundo. Pronto continuarán juntos su carrera literaria con Les Conquérants de la mer (1902), La princesse des airs (1902), Le Sous-marin "Jules Verne" (1903). Le Rouge se separaron en 1903, sin duda debido a la reedición de  Les Conquérants de la mer con la autoría exclusiva de Gustave Guitton.
Durante esta época Gustave Le Rouge hace dos viajes a Túnez, en 1901 y 1902, donde se dedica a la agricultura y publica un periódico La Voix de la France, del que sólo se publican cuatro números debido a una demanda judicial por plagio y una multa de 6000 francos.
Después de un viaje de tres meses a Jersey en 1902, se casa el 8 de noviembre con Juliette Henriette Torri (1874-1909) (llamada familiarmente “Riri”), costurera y modelo del escultor Emile Bourdelle. La pareja vive primero en la calle Lacaille y posteriormente en el 17 de Apennins en París. “Riri” muere prematuramente en 1909.
Después de un proyecto en colaboración Hugues Rebell para una historia romántica sobre la piratería, Le Rouge comienza en 1904 a publicar de forma exclusiva con su nombre novelas de aventura como La Reine des éléphants, L'Espionne du Grand Lama (1908).
Le prisonnier de la planète Mars (1908), y su secuela La guerre des vampires (1909) son consideradas sus obras más conocidas y mejor criticadas. En ellas se cuenta el viaje al planeta Marte del ingeniero francés Robert Darvel mediante el poder psíquico de los brahmanes hinduistas. En el planeta rojo, Daver se encuentra con una raza de marcianos hostiles, que poseen alas de murciélago y beben sangre, los últimos restos decadentes de una poderosa civilización ahora gobernada por el Gran Cerebro, una entidad que envía a Darvel de regreso a la Tierra, por desgracia con algunos de los vampiros. El segundo volumen describe la guerra de los vampiros a su llegada a la Tierra. El planeta Marte descrito por Lerouge es una visión muy elaborada, con su fauna, flora y diversas razas de habitantes.
A partir de noviembre de 1912 las 18 entregas mensuales que componen Le Mystérieux Docteur Cornélius, en la que Blaise Cendrars se inspirará para su obra Kodak en 1924. En la obra Cornelius Kramm y su hermano Fritz dirigen un imperio criminal internacional llamado la Mano Roja. Cornelius es un brillante cirujano plástico que con sus avanzadas técnicas (“carnoplastia”) puede adoptar la forma de otras personas o alterarlas a su antojo. La creciente y maligna influencia de la Mano Roja finalmente provoca la creación de una alianza de héroes, dirigidos por el Dr. Prosper Bondonnat, el multimillonario William Dorgan y Lord Burydan, que se unen para combatir, y finalmente derrotar, a la organización criminal.
Con el estallido de la Primera Guerra Mundial, tras la primera batalla del Marne, Gustave Le Rouge se convierte en corresponsal de guerra y cronista del periódico L'Information antes de trabajar para Le Petit Parisien hasta el fin de la guerra. 
En Le Petit Parisien Le Rouge se encuentra con Blaise Cendrars en 1919, ejerciendo una gran fascinación sobre el poeta, que lo retratará de forma exagerada y afectuosa en L'Homme foudroyé (1945).
El 14 de septiembre de 1920 Le Rouge vuelva a casar con una mujer veinte años más joven, Françoise Adeline Vialloux (1882-1941), cuyo rostro no está desfigurado por un disparo, como pretende Cendrars, sino por el ataque de un lobo. El matrimonio vive en un pequeño apartamento en el quinto piso del n.º 46 de la calle Lacroix de París. Le Rouge continúa publicando novelas como Todd Marvel, détective milliardaire (1923), y reedita sus publicaciones anteriores, a menudo cambiando el título.
Durante esta época se relaciona con Frédéric Lefèvre, redactor en jefe de Nouvelles littéraires, Jean-Jacques Brousson, el diseñador y crítico Jean Texcier, el poeta Vincent Muselli y el novelista Marcel Hamon, que también se convierte en su médico personal.
En 1928 publica un recopilatorio de recuerdos literarios titulado Verlainiens et décadents, una valiosa fuente de información sobre diversos autores influidos por Paul Verlaine como Jules Tellier, Hugues Rebell, Léon Bloy, Jules Barbey d'Aurevilly o Laurent Tailhade…
Gustave Le Rouge muere en el hospital Lariboisière, de un cáncer de próstata el 24 de febrero de 1938.

## Obras
En L'Homme foudroyé, Blaise Cendrars afirma que Gustave Le Rouge escribió 312 obras, incluyendo diversos fragmentos, pero Francis Lacassin reduce su bibliografía a 163 libros.
- L'Infidèle punie (1895 ?) : teatro
- Contes à la vapeur pour rire en wagon, contes (con Gustave Guitton), (1898 ?)
- Le Quartier Latin (avec Georges Renault), Flammarion, 1899 : ensayo
- Le Marchand de nuages, 1899 : recopilatorio de poemas, no se conserva ningún ejemplar.
- La Conspiration des Milliardaires (con Gustave Guitton) (1899-1900)
- Les Conquérants de la mer (con Gustave Guitton) (1902)
- La Princesse des Airs (con Gustave Guitton) (1902) : la búsqueda de unos náufragos de un "aeroscafo"
- Le Sous-marin "Jules Verne" (con Gustave Guitton) (1902) : una novela inspirada en 20000 leguas de viaje submarino de Jules Verne
- L'Esclave amoureuse (1904) : novela rosa
- La Fiancée du déserteur (1904)
- Le Voleur de Visages (1904) : primera aparición del misterioso Docteur Cornélius de 1912
- L'Espionne du grand Lama (1905)
- Les Écumeurs de la Pampa (1905)
- La Reine des éléphants (1906)
- Le Secret de Madame Gisèle (1908 ?)
- Le Prisonnier de la planète Mars (1908) : un sorprendente viaje al planeta Marte utilizando la energía telepática de miles de faquires en un monasterio de la India.
- La Guerre des vampires (1909) : secuela de la novela anterior
- Les derniers jours de Paul Verlaine (con F.-A. Cazals) (1911) : documento literario
- Le Secret de la châtelaine (1912) : novela
- La Mandragore magique (1912) : ensayo
- Turquie (1912) : antología comentada
- Le mystérieux docteur Cornélius (1912-1913) : las aventuras de un siniestro científico loco, inventor de la « carnoplastia », que permite a un individuo tomar la apariencia de otro.
- La Vengeance du Docteur Mohr (1914)
- Le Fantôme de la danseuse (1914)
- Le Masque de linge (1914)
- La Rue hantée (1914)
- Nos Gosses et la guerre (1915)
- Nos Bêtes et la guerre (1915)
- Eux et nous (1915) : essai
- scénario du film Charley Colms, película policiaca (1915)
- Le Tapis empoisonné (1916)
- Le Crime d'une midinette (1916)
- Le Fils du naufrageur (1916)
- La Seconde femme (1916)
- Reims sous les obus (1917) : descripción literaria
- L'Espionne de la marine (1917) : novela de espías
- Le Journal d'un otage (1917) : descripción literaria
- Le Carnet d'un reporter (1918) : descripción literaria
- Mademoiselle Jeanne (1918)
- L'Héroïne du Colorado (don Henry de Brisay) (1918)
- Amis d'enfance (1919)
- Un Drame de l'invasion (1920)
- La Gazette des Ardennes (con Louis Chassereau) (1920)
- Mystéria (1921)
- L'Héritière de l'île perdue (1922)
- Savoir manger (1922): antología comentada de la obra de Brillat-Savarin
- La Dame noire des frontières (1923)
- Todd Marvel, détective milliardaire (1923)
- Les Chefs-d'œuvre de la littérature fantastique (1924) : antología
- Les Chefs-d'œuvre de l'occultisme (1925) : antología
- Un Coup de sang (1927)
- La Vallée du désespoir (1927-28)
- Verlainiens et décadents (1928) : biografías de los seguidores de Paul Verlaine.
- Le Mystère de Blocqueval (1929) : novela sentimental
- Derelicta (1930) : poemas

## Filmografía
Los telespectadores franceses han podido ver una adaptación televisiva de Mystérieux Docteur Cornélius con Gérard Desarthe en el papel protagonista. Esta serie, realizada en 1984 por Maurice Frydland, consistía en 6 episodios de una hora de duración cada uno.